# Marie Humbert-Droz
Marie Humbert-Droz (* 20. Juli 1819 in Stuttgart; † 17. März 1888 in Neuenburg; heimatberechtigt in Le Locle) war eine Schweizer Erzieherin, Redaktorin und Feministin aus dem Kanton Neuenburg.

## Leben
Marie Humbert-Droz war eine Tochter von Johann Ernst Müller, Theologe, und Julie Mayer. Im Jahr 1843 heiratete sie Aimé Humbert-Droz.
Sie wuchs in Stuttgart auf. Ihr Vater unterrichtete sie in mehreren Sprachen. Von 1839 bis 1841 arbeitete sie als Erzieherin in den Niederlanden. Die Bekanntschaft mit Josephine Butler führte Humbert-Droz zur Sittlichkeitsbewegung. Sie begründete deren Schweizer Zweig. Ab 1875 präsidierte sie das Comité intercantonal de dames de la Suisse. Von 1877 bis 1888 war sie erste Präsidentin des Internationalen Vereins der Freundinnen junger Mädchen. Sie arbeitete als Redaktorin des Organs Le journal du bien public. Sie gründete die Mädchenerziehungsanstalt La Ruche in Neuenburg.